# José Calasanz Marqués
José Calasanz Marqués SDB – mitunter auch Marquéz oder Margués geschrieben – (* 23. November 1872 in Azanuy; † 29. Juli 1936 in Valencia) war ein spanischer Ordenspriester. 
Am 17. Juli 1936 begann ein Staatsstreich des Militärs gegen die Zweite Spanische Republik. Der spanische Bürgerkrieg begann. 
Zweiunddreißig Ordensleute (darunter Marquéz) wurden 2001 als Märtyrer seliggesprochen und weitere 63 im Jahr 2007 (siehe unten).

## Leben
1884 trat José Calasanz Marqués mit zwölf Jahren als Schüler in das salesianische Haus in Sarrià ein und begegnete dort 1886 Johannes Bosco auf dessen Barcelona-Reise. Davon beeindruckt entschied er sich, selbst Salesianer Don Boscos zu werden und legte 1890 die ersten Gelübde ab. Nach seinen philosophischen und theologischen Studien wurde er 1895 als erster spanischer Salesianer Don Boscos zum Priester geweiht. Er wirkte zunächst als Sekretär des späteren Generaloberen Don Philipp Rinaldi, der seit 1892 spanischer Provinzial war. Dann wurde Calasanz das Kolleg von Mataró und das salesianische Werk auf den Antillen anvertraut. Schließlich war er Provinzial in Peru und Bolivien. Nach seiner Rückkehr nach Spanien 1925 wurde er zum Provinzial der Provinz Terraconense ernannt, die Barcelona und Valencia umfasst.
Vom 17. Juli 1936 an predigte er in Valencia die Exerzitien. Am Morgen des 22. Juli drangen republikanische Milizen in das Haus ein. Sie wurden dort festgesetzt, doch noch einmal freigelassen. In den folgenden Tagen wurden sie erneut gefangen genommen. Marqués und drei Mitbrüder wurden am 29. Juli 1936 gezwungen, zur Brücke von St. Josephon zu gehen; sie und 28 weitere Ordensleute wurden dort ermordet.
Er wurde auf dem Friedhof im Stadtteil Benimaclet in Valencia beerdigt.

## Seligsprechung
Papst Johannes Paul II. sprach am 11. März 2001 José Calasanz Marqués, seine 31 Gefährten und 201 weitere spanischen Märtyrer selig.
Der Gedenktag wurde auf den 22. September festgelegt.

## 31 Gefährten
1. Javier Bordás Piferer SDB (* 1914), Ordenskleriker, 24. Juli 1936 in Barcelona
2. Felipe Hernández Martínez SDB (* 1913), Ordenskleriker, 27. Juli 1936 in Barcelona
3. Jaime Ortiz Alzueta SDB (* 1913), Ordensbruder, 27. Juli 1936 in Barcelona
4. Zacarías Abadía Buesa SDB (* 1913), Ordenskleriker, 27. Juli 1936 in Barcelona
5. José Caselles Moncho SDB (* 1907), Ordenspriester, 28. Juli 1936 in Barcelona
6. José Castell Camps SDB (* 1901), Ordenspriester, 28. Juli 1936 in Barcelona
7. Sergio Cid Pazo SDB (* 1886), Ordenspriester, 30. Juli 1936 in Barcelona
8. Jaime Buch Canals SDB (* 1889), Ordensbruder, 31. Juli 1936 in El Saler de Valencia
9. Francisco Bandrés Sánchez SDB (* 1896), Ordenspriester, 3. August 1936 in Barcelona
10. Gil Rodicio Rodicio SDB (* 1888), Ordensbruder, 4. August 1936 in Barcelona
11. José Batalla Parramón SDB (* 1873), Ordenspriester, 4. August 1936 in Barcelona
12. José Rabasa Bentanachs SDB (* 1862), Ordensbruder, 4. August 1936 in Barcelona
13. Juan Martorell Soria SDB (* 1889), Ordenspriester, 10. August 1936 in Valencia
14. Pedro (Pablo) Mesonero Rodríguez SDB (* 1912), Ordenskleriker, 10. August 1936 in El Vedat de Torrent
15. Miguel Domingo Cendra SDB (* 1909), Ordenskleriker, 11. August 1936 in Prat de Compte
16. José Bonet Nadal SDB (* 1875), Ordenspriester, 13. August 1936 in Barcelona
17. Jaime Bonet Nadal SDB (* 1884), Ordenspriester, 15. August 1936 in Tàrrega
18. Félix Vivet Trabal SDB (* 1911), Ordenskleriker, 26. August 1936 in Esplugues
19. María Amparo Carbonell Muñoz FMA, Ordensschwester, 6. September 1936 in Barcelona
20. María del Carmen Moreno Benítez FMA (* 1885), Ordensschwester, 6. September 1936 in Barcelona
21. Alvaro Sanjuan Canet SDB (* 1908), Ordenspriester, 2. Oktober 1936 in Villena
22. Angel Ramos Velázquez SDB (* 1876), Ordensbruder, 11. Oktober 1936, in Barcelona
23. José Otín Aquilé SDB (* 1901), Ordenspriester, 1. November 1936 in Valencia
24. Alejandro Planas Saurí Fiel SMDB (* 1878), Salesianischer Mitarbeiter Don Boscos, 19. November 1936 in Garraf
25. Elíseo García García SDB (* 1907), Ordensbruder, 19. November 1936 in Garraf
26. Agustín García Calvo SDB (* 1905), Ordensbruder, 9. Dezember 1936 in Picadero de Paterna
27. Antonio Marún Hernández SDB, Ordenspriester, 9. Dezember 1936 in Picadero de Paterna
28. José Giménez López SDB (* 1904), Ordenspriester, 9. Dezember 1936 in Picadero de Paterna
29. Julián Rodríguez Sánchez SDB (* 1896), Ordenspriester, 9. Dezember 1936 in Picadero de Paterna
30. Recaredo de los Ríos Fabregat SDB (* 1893), Ordenspriester, 9. Dezember 1936 in Picadero de Paterna
31. Julio Junyer Padern SDB (* 1892), Ordenspriester, 26. April 1938 in Monjuic

Zusätzlich zu diesen mit Calasanz 32 Menschen starben aus der Don-Bosco-Familie weitere 63 Menschen (aus Sevilla und Madrid) um Pater Enrico Saiz Aparicio.
Sie wurden am 28. Oktober 2007 von Papst Benedikt XVI. seliggesprochen. 
Von den zusammen 95 Getöteten waren 39 Priester, 24 Brüder, 22 Kleriker, 4 Salesianische Mitarbeiter, 2 Don-Bosco-Schwestern, 3 Aspiranten und 1 Laienmitarbeiter.